# Francis Richard Plunkett
Sir Francis Richard Plunkett, född den 3 februari 1835, död den 28 februari 1907 i Paris, var en brittisk diplomat. Han var yngste son till Arthur Plunkett, 9:e earl av Fingall.
Plunkett ingick 1855 på diplomatbanan, var 1873–1876 legationssekreterare i Tokyo, envoyé där 1883–1888, 1888–1893 i Stockholm och 1893–1900 i Bryssel samt 1900–1905 brittisk ambassadör i Wien.